# Superman's Song
Superman's Song è il primo singolo della band canadese Crash Test Dummies estratto dall'album The Ghosts That Haunt Me nel 1991.

## Significato del testo
«Superman come personaggio nel brano "Superman's Song" rappresenta ovviamente la figura di un politico di sinistra. La sua attività nella comunità è connaturata al suo essere. Superman viene accostato a Tarzan, che è una specie di laissez-faire, un capitalista che si ritira nella foresta e rifiuta l'idea di comunità. Uno che vuole vivere in una sorta di stato animale per cui non deve occuparsi di nessun tipo di realtà politica.» 
Da alcuni personaggi dell'industria musicale e dai media, il testo era stato definito quirky (particolare, singolare; un testo caratterizzato da tratti o aspetti peculiari o inattesi).
In un'intervista del 1992, Brad Roberts  aveva spiegato che il testo di Superman's Song era una sorta di analisi filosofico politica e che il modo in cui la canzone era stata scritta aveva lo scopo di sdrammatizzare la serietà dell'argomento. Allo stesso tempo dichiarava che non era un'analisi rigorosa e ricordava che l'autore quando aveva scritto il testo aveva solo 18 anni.
Roberts aveva dichiarato che la canzone Superman's Song era stato una specie di fenomeno insolito. Aggiungeva inoltre che il successo ottenuto dalla canzone era scaturito da una risposta totalmente inaspettata da parte degli ascoltatori.
"Ho personalizzato Superman e Tarzan in un modo gentile e beffardo, e questa è la mia tendenza di sinistra che viene fuori, ma la gente ascolta quella canzone e non necessariamente si dice "beh, ovviamente Robert è un comunista".
Aveva scelto di scrivere la canzone sulla falsariga dei personaggi dei fumetti per evitare i soliti problemi che si vedono in molta musica orientata politicamente.
Roberts chiama quel primo singolo di successo dell'album di debutto "The Ghosts That Haunted Me" (I fantasmi che mi hanno perseguitato), chiaramente politicamente.
Il ritornello della canzone sintetizza in parte il significato del testo:

## Tracce
1. Superman's Song – 4:31

## Il video
Nel video si vede la band cantare al funerale di Superman. Attorno alla bara, ci sono alcuni compagni di Superman (es: Wonder Woman e Green Lantern), ma con alcuni tratti della mezza età.

## Classifiche
| Classifica (1991)                | Posizione massima |
| -------------------------------- | ----------------- |
| Billboard Canadian Singles Chart | 4                 |
| U.S. Billboard Hot 100           | 56                |

### Classifiche annuali
| Classifiche (1991)              | Posizione |
| ------------------------------- | --------- |
| Canada Top Singles (RPM)        | 27        |
| Canada Adult Contemporary (RPM) | 19        |